# Kääriku
Kääriku, znana również jako Kaariku – wieś położona w estońskiej gminie Otepää.

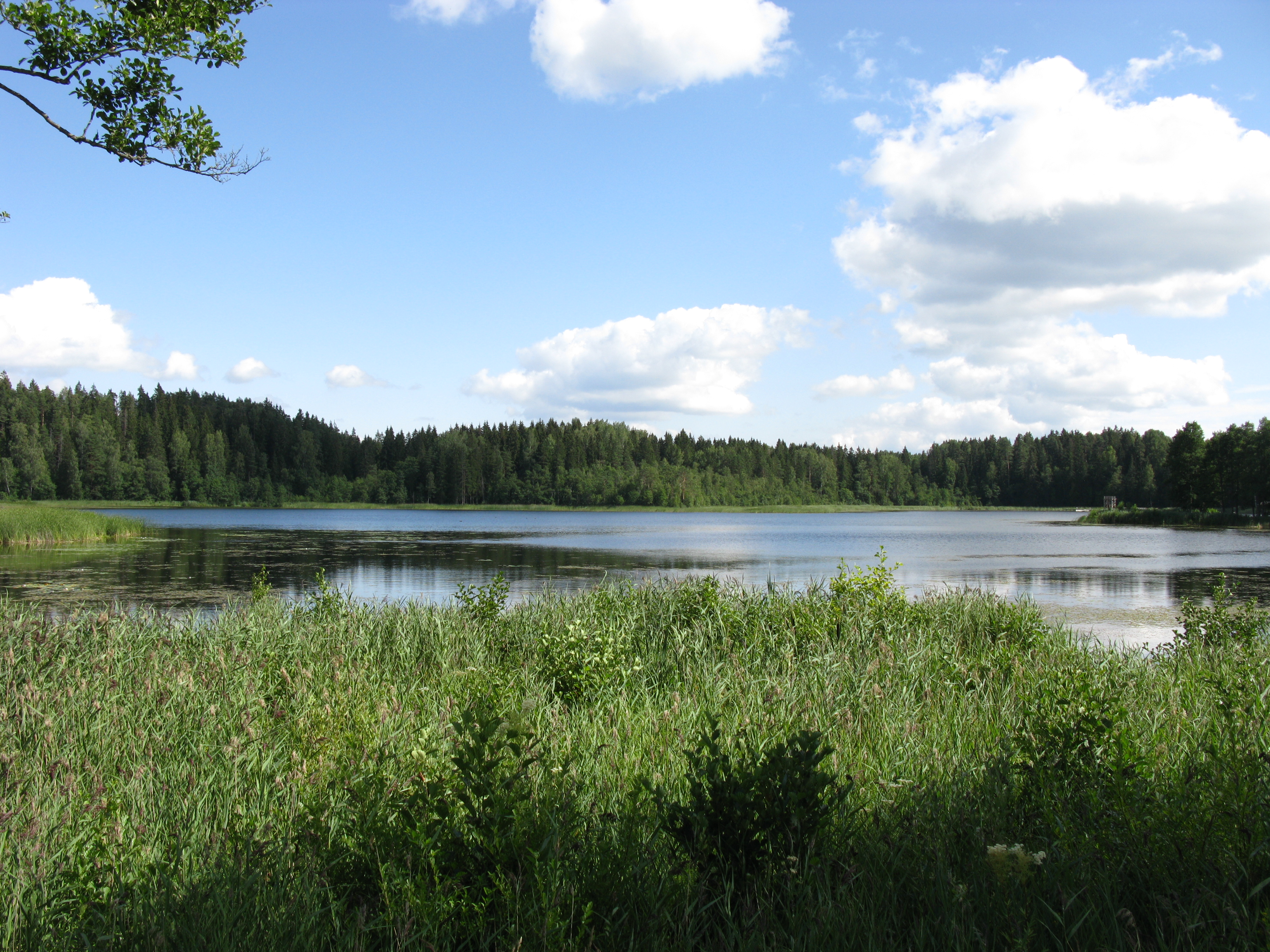
Jezioro Kääriku

Według spisu ludności z 2021 roku wieś Kääriku miała 44 mieszkańców.

## Sport
Kääriku jest bardzo popularnym miejscem do uprawiania sportów zimowych ze względu na dużą ilość śniegu, piękne wzgórza i zamarznięte jeziora.